# Wojna francusko-hiszpańska (1635–1659)

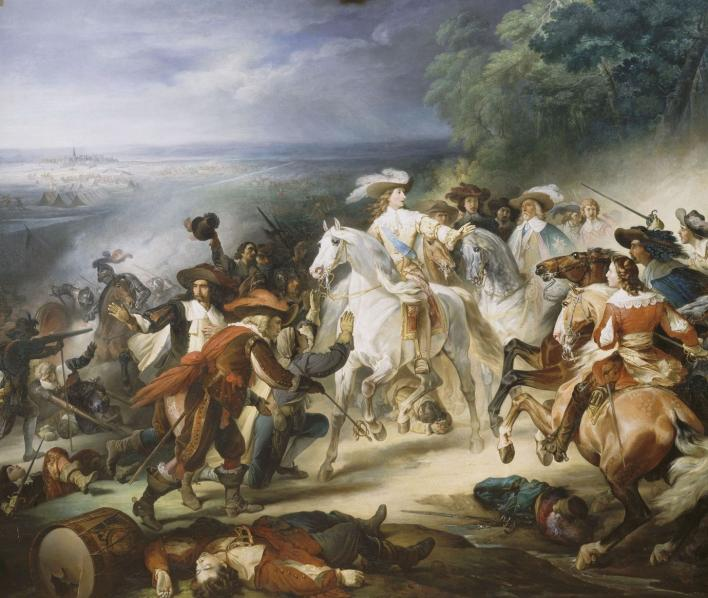
Bitwa pod Rocroi, podczas której została złamana hiszpańska potęga. Obraz autorstwa François Josepha Heima

Wojna francusko-hiszpańska 1635–1659, zwana drugą wojną francusko-hiszpańską, stanowiła część konfliktów określanych w historii powszechnej mianem wojen trzydziestoletniej oraz osiemdziesięcioletniej.
W 1635 Francja, zaniepokojona uspokojeniem się sytuacji w Niemczech, tj. zawarciem między cesarzem Ferdynandem II a elektorem saskim Janem Jerzym pokoju praskiego, rozwiązującego główne kwestie sporne między katolikami a ewangelikami, postanowiła otwarcie wystąpić przeciwko Habsburgom. W tym celu zawarto sojusz z Republiką Zjednoczonych Prowincji Niderlandów, który uniemożliwił ostatecznie Hiszpanii odzyskanie północnych Niderlandów. Ponadto Richelieu wziął na swój żołd wszystkich książąt niemieckich niezadowolonych z postanowień pokoju praskiego, dążąc w rzeczywistości do aneksji Alzacji.
Dla Francuzów udział w wojnie był szkołą, w której przyswoili sobie udoskonalenia wojenne walczących stron, aż w końcu 19 maja 1643 w bitwie pod Rocroi pokonali pod wodzą Wielkiego Kondeusza uchodzącą do tej pory za niepokonaną armię hiszpańską. W dalszym ciągu wojny siły cesarskie słabły, co skłoniło walczące strony do zawarcia w 1648 pokoju westfalskiego.
Pomimo tego, że na mocy traktatu z Münster z 15 maja 1648 ustała wojna między Hiszpanią a Niderlandami, wojna między Hiszpanią a Francją toczyła się nadal, tym bardziej że w tym samym 1648 roku we Francji doszło do rebelii szlachty zwróconej przeciwko kardynałowi Mazarin, zwanej Frondą. W tej sytuacji Hiszpanie zwietrzyli okazję do odzyskania Lens. 20 sierpnia 1648 doszło tam do bitwy, po raz kolejny wygranej przez Francuzów.
W 1650 zwycięski w tej bitwie Kondeusz został jednak aresztowany przez obawiającą się o swoją władzę królową-regentkę Annę Austriaczkę. Zwolniony rok później wódz francuski w sierpniu 1652 udał się do Hiszpanii i stanął na czele wojsk walczących z Francją. Na czele wojsk francuskich stanął wówczas Henri de Turenne, który pokonał Hiszpanów w bitwie pod Arras (25 sierpnia 1654). W lipcu 1656 pod Valenciennes Francuzi doznali porażki, jednakże do decydującego starcia doszło 14 czerwca 1658 pod Dunkierką. W bitwie tej Francuzi pod wodzą Turenne’a wraz ze sprzymierzonymi z Ludwikiem XIV Anglikami pokonali dowodzonych przez Kondeusza Hiszpanów, wspieranych przez grupę angielskich jakobitów.
Wojna zakończyła się 7 listopada 1659 podpisaniem pokoju pirenejskiego. Hiszpania zrzekła się części Artois, Luksemburga i Flandrii oraz północnej części Katalonii, zwanej we Francji Roussillon. W zamian Francja zrzekła się pretensji do reszty Katalonii oraz zobowiązała się zerwać przymierze z Portugalią. Dodatkowo dzięki uzgodnionemu małżeństwu infantki hiszpańskiej Marii Teresy z królem Francji Ludwikiem XIV, Burbonowie uzyskali ekspektatywę na tron hiszpański w razie spodziewanego wymarcia Habsburgów hiszpańskich. Wojna francusko-hiszpańska doprowadziła do dominacji Francji na kontynencie i zmniejszenia roli Hiszpanii jako mocarstwa w Europie.